# 鲁炜
鲁炜（1960年1月20日—），安徽巢湖人，1978年10月参加工作，前中国共产党及中华人民共和国宣传及网络领域官员，中共十八大代表。曾任新华社副社长、中共北京市委常委、市委宣传部部长、北京市副市长及中共中央宣传部副部长、中央网信办兼国家网信办主任等职务。2017年11月，因涉嫌严重违纪，接受组织审查。2018年2月，被开除党籍、开除公职。2019年3月，因受贿罪被判处有期徒刑十四年。

## 生平

### 早年经历
1978年10月鲁炜参加工作，1991年2月加入中国共产党，研究生学历，硕士学位，高级记者。1978年7月至10月，安徽省巢县庙岗乡鲁集大队回乡知青。1978年10月至1984年9月，安徽省巢县小学、中学教师，桂林风动工具厂机械工人、宣传干事。其间，1982年9月至1985年8月在广西广播电视大学语文专业学习。
1984年9月至1991年4月，鲁炜任广西壮族自治区桂林市中级人民法院书记员、干事，《广西法制报》记者、总编辑助理。

### 从新华社到北京市
1991年4月至1994年6月，任新华社桂林记者站站长、桂林支社社长。1994年6月至1997年11月，任新华社广西分社副社长、党组成员。1997年11月至2001年10月，任新华社广西分社社长、党组书记。其间，1997年9月至2001年6月在广西大学研究生班学习。2000年起为享受国务院政府特殊津贴专家。
2001年10月至11月，鲁炜任新华社副秘书长，兼任总经理室总经理。2001年11月至2004年5月，任新华社党组成员、副秘书长、秘书长，兼总经理室总经理、中国经济信息社社长、新闻信息中心主任。2004年5月至2011年3月，任新华社副社长、党组成员，并先后兼任秘书长、经济信息编辑部主任、中国经济信息社控股董事长兼总经理、金融信息交易所理事长、中国金融信息大厦有限公司董事长、金融信息交易所理事长、国家金融信息中心有限责任公司董事长兼总经理。其间，2006年9月至2009年1月在中共中央党校研究生班学习，2006年9月至11月在中央党校省部级进修班学习，2008年11月至2011年7月在中国人民大学金融学院工商管理专业攻读高级管理人员工商管理硕士学位。
2004年5月升任新华社副社长后，据称鲁炜组织了一个专人团队，改变了以前对中共领导报道严肃、呆板的做法，在报道中大胆刻画国务院总理温家宝的个人思想及鲜明个性。该团队的作品包括指出温家宝出身贫贱、与中国网民交流谈患脑溢血母亲、下矿井与矿工一起啃吃馒头、邀农民工到中南海会见、探视爱滋村孤儿、读诗《仰望星空》、引经据典掉书袋、替无助的农民工讨薪等。
2011年3月至2013年4月，鲁炜任中共北京市委常委、宣传部部长，北京市人民政府副市长。

### 执掌中央网信办
2013年4月至2014年5月，任国家互联网信息办公室主任兼中央外宣办、国务院新闻办副主任。2014年5月起，任中共中央宣传部副部长、中央网络安全和信息化领导小组办公室主任、国家互联网信息办公室主任。
2013年8月10日，鲁炜召集微博、网络名人座谈，提出“七条底线”的共识，并敦促名人遵守该七条原则。同时，鲁炜希望名人承担社会责任，作为正能量，为实现习近平总书记提出的“中国梦”而出力。当日参加会议的名人有纪连海、廖玒、陈里、潘石屹、古永锵、陈彤、周小平、薛蛮子、徐世平、齐向东、孙健、胡延平、张国庆、高龙、徐小平、李未柠等。
2013年12月10日，鲁炜在第二届中韩互联网圆桌会议上作主旨演讲。2014年6月23日，鲁炜出席在伦敦举行的互联网名称与数字地址分配机构（ICANN）第50次大会高级别政府会议，阐述了中国关于ICANN国际化的观点和主张。2014年9月10日，夏季达沃斯论坛第八届年会在天津开幕，鲁炜出席了以“网络经济的未来”为主题的分论坛活动并发言。2014年9月19日，鲁炜出席首届“中国－东盟网络空间论坛”。
2014年10月30日，鲁炜出席首届世界互联网大会举行的新闻发布会并答记者问。對於網絡審查制度，他表示：“我們現在不能允許的是，（外國互聯網企業）既佔了中國市場，又掙了中國的錢，還來傷害中國。”
紐約時報中文网称鲁炜为“中國互聯網的守門人”。2015年4月，因被称为“有权决定亿万网民看什么”，鲁炜入选《时代周刊》2015年“百位最具影响力人物”。2015年9月，鲁炜陪同习近平访问美国。
2015年12月18日，鲁炜在第二届世界互联网大会闭幕式上致辞，呼吁以乌镇峰会为起点，携手推动全球互联网共享共治；以四项原则（尊重主权、维护和平安全、促进合作开放、构建良好秩序）为基础，积极推进全球互联网治理体系变革；以五点主张为指引，共同构建网络空间命运共同体。
2016年6月起，鲁炜不再担任中央网信办主任职务，仅任中共中央宣传部副部长。

### 落马
2017年2月，经中央批准，十八届中央第十二轮巡视对中央网络安全和信息化领导小组办公室、国务院扶贫开发领导小组办公室、中国铁路总公司、中国船舶重工集团公司等4个单位试点开展“机动式”巡视。机动式巡视是中共十八大以来巡视制度的一项创新，被称为“游动哨”、“突击队”，其问题导向更鲜明，根据实际情况，动态、机动地选定巡视任务，哪里问题反映突出就到哪里去。2017年6月10日，中央第八巡视组向中央网络安全和信息化领导小组办公室领导班子反馈了“机动式”巡视情况，指出“巡视组还收到反映一些领导干部的问题线索，已按有关规定转中央纪委、中央组织部等有关方面处理。”
2017年10月24日，鲁炜以中共中央宣传部副部长的身份到陕西延安调研，这是他最后一次以该身份外出调研。
2017年11月14日，鲁炜被调查。21日晚上，中央纪委监察部网站宣布“中共中央宣传部原副部长鲁炜涉嫌严重违纪，目前正接受组织审查。”鲁炜由此成为中共十九大以来首位被免职的正部级官员。。中央决定对鲁炜涉嫌严重违纪进行组织审查的消息公布后，中央网信办分别于当晚和11月22日上午召开室务会和全办党员干部大会，传达学习中央决定精神。
2017年11月22日，人民网微信公众号转载中央纪委监察部网站《十九大后“首虎”，为什么是他？》，指出实践证明，巡视制度有效管用，“机动式”巡视出奇制胜。2017年11月23日，中央纪委机关报《中国纪检监察报》头版头条连续两篇文章点名鲁炜，称“鲁炜接受组织审查，不仅彰显了巡视利剑的强大威力，更对腐败分子形成了强大震慑，不要以为昨天犯的事今天就无人再问，不要以为自己能够捂着盖着相安无事，该领受的惩罚迟早会来。鲁炜被查消息发布后，迅速引爆舆论场，主流媒体纷纷在显著位置转载。人民日报客户端相关新闻一天之内阅读量已近千万人次，位列热点新闻首位。百度搜索相关新闻，结果已经超过百万条，“鲁炜的落马与中央巡视有密切联系”。
2018年2月13日，中央纪委发布公告，给予鲁炜开除党籍、开除公职处分，并将其移送国家司法机关处理。公告以不同寻常的严厉措辞称“鲁炜严重违反政治纪律和政治规矩，阳奉阴违、欺骗中央，目无规矩、肆意妄为，妄议中央，干扰中央巡视，野心膨胀，公器私用，不择手段为个人造势，品行恶劣、匿名诬告他人，拉帮结派、搞“小圈子”；严重违反中央八项规定精神和群众纪律，频繁出入私人会所，大搞特权，作风粗暴、专横跋扈；违反组织纪律，组织谈话函询时不如实说明问题；违反廉洁纪律，以权谋私，收钱敛财；违反工作纪律，对中央关于网信工作的战略部署搞选择性执行；以权谋色、毫无廉耻。利用职务上的便利为他人谋取利益并收受巨额财物涉嫌受贿犯罪。鲁炜身为党的高级干部，理想信念缺失，毫无党性原则，对党中央极端不忠诚，四个意识个个皆无，六大纪律项项违反，是典型的两面人，是党的十八大后不收敛、不知止，问题严重集中，群众反映强烈，政治问题与经济问题相互交织的典型，性质十分恶劣、情节特别严重”。2018年7月30日，新華社通報魯煒涉嫌受賄已被浙江省宁波市中級人民法院提起公訴。
2018年10月19日，宁波市中级人民法院一审公开开庭审理了中共中央宣传部原副部长鲁炜受贿一案。宁波市人民检察院指控：2002年7月至2017年下半年，被告人鲁炜利用职务上的便利以及职权、地位形成的便利条件，为有关单位和个人在网络管理、职务晋升等事项上谋取利益，直接或者通过他人收受相关单位和个人给予的财物，共计折合人民币3200万余元。
2018年11月14日，鲁炜的忏悔书手稿在中国国家博物馆举行的“伟大的变革——庆祝改革开放40周年大型展览”中首次公开展示。他在忏悔书中写道：“我在政治上、经济上、工作上、生活上，都犯下了严重的不可饶恕的错误，严重丧失了一名共产党员基本的党性原则和操守底线……我严重违反六大纪律，‘七个有之’条条都犯，自己犯错之多、之深、之恶劣，给党的事业带来巨大伤害，给党的形象抹了黑，辜负了组织30年的教育培养……我诚恳地向组织认错，悔错，改错。”而他在忏悔书中，亦提及了他的妻子和儿子：“我的生活作风问题使她受到了很大伤害，我们经常为此吵架，她对我完全绝望，曾经悲愤地对我说：‘我管不了你，但迟早共产党会管你。’而今，正是一语成谶！我的儿子，刚刚度过30岁生日。在他人生的路上，我没有做好人生的榜样，也没有尽到一个父亲的责任。”
2019年3月26日，宁波市中级人民法院公开宣判中宣部原副部长鲁炜受贿一案，对被告人鲁炜以受贿罪判处有期徒刑十四年，并处罚金人民币三百万元；对鲁炜受贿所得财物及其孳息予以追缴，上缴国库，不足部分继续追缴。鲁炜当庭表示服从判决，不上诉。

#### 人奶宴事件
2013年7月，新华社记者周方以《人奶原來是道“菜”！？》在新浪微博上发表文章，称当时宣传口一副部级高官在北京会所色情哺乳，即在裸体少妇身上吃人奶，且不止一次参加类似的宴会，自由時報、法广、NOWnews今日新聞称该副部级高官为鲁炜。

## 作品
- 《15年风雨路——鲁炜新闻作品选》
- 《泰国印象》摄影作品集